# Траума (филм)
Траума (итал. Trauma) италијански је ђало хорор филм из 1993. године, редитеља и сценаристе Дарија Арђента, са Кристофером Рајделом, Азијом Арђенто, Пајпер Лори, Фредериком Форестом, Џејмсом Русом и Бредом Дурифом у главним улогама. За разлику од претходних Арђентових филмова, који су махом снимани у Италији, Траума је снимљена у Минеаполису, Минесота, са буџетом од 7 милиона долара.
Након сарадње са Џорџом Ромером на антологији Два зла ока (1990), Арђенто је добио средства да сними свој први дугометражни филм у Америци. Експерт за специјалне ефекте, Том Савини, био је ангажован на овом филму и осмислио је оружје убице. Упркос томе што су и Савини и Арђенто познати по бројним сценама крвопролића у својим претходним остварењима, у Трауми су такве сцене сведене на минимум. Један део Арђентових фанова био је незадовољаан због тога, док су други проблем видели у недостатку препознатљивог екстеријера, који је овде изостао пошто филм није сниман у Италији, већ у Америци. Генерално су и оцене критичара и оцене публике биле веома помешане. На сајту Ротен томејтоуз филм је тренутно оцењен са 50%.
Филм је премијерно прикзан у Италији, 12. марта 1993. У октобру исте године приказан је на Међународном филмском фестивалу у Ванкуверу и на Универзитету Минесоте. Пајпер Лори је била номинована за Фангоријину награду за најбољу споредну глумицу.

## Радња
Телевизијски новинар у Минеаполису, Дејвид Парсонс, покушава да помогне младој девојци, Аури Петреску, која пати од анорексије и зависности. У међувремену, Минеаполис је потресен серијом мистериозних убистава, у коме су главне мете лекари и медицинске сестре. Полиција безуспешно покушава да открије идентитет серијског убице, који је временом стекао  надимакЛовац на главе, због начина на који је починио убиства. У међувремену, Аурина мајка, која је иначе медијум, организује сеансу у којој ступа у контакт са једном од жртава убице.
Убица те ноћи поново напада и убија Аурине родитеље, те она започиње сопствену истрагу са Дејвидом. Њих двоје откривају да су све жртве некада радиле заједно у истој болници.

## Улоге
| Глумац                | Улога              |
| --------------------- | ------------------ |
| Кристофер Рајдел      | Дејвид Парсонс     |
| Азија Арђенто         | Аура Петреску      |
| Пајпер Лори           | Адријана Петреску  |
| Фредерик Форест       | др Џад             |
| Лаура Џонсон          | Грејс Харингтон    |
| Доминик Серанд        | Стефан Петреску    |
| Џејмс Русо            | капетан Травис     |
| Ира Белгрејд          | Арни               |
| Бред Дуриф            | др Лојд            |
| Хоуп Александер-Вилис | Линда Квирк        |
| Шерон Бар             | Хилда Волкман      |
| Изабел О'Конор        | Џорџија Џексон     |
| Томи Ленч             | возач хитне помоћи |
| Кори Гарвин           | Габријел Пикеринг  |
| Тери Перкинс          | госпођа Пикеринг   |
| Жаклина Ким           | Алис               |